# Krassacher Mühle
Die Krassacher Mühle ist eine ehemalige Getreide-, Öl- und Schneidmühle am Anfang des Bärentals, südlich von Weismain. Als geschütztes Baudenkmal wird die Mühle vom Bayerischen Landesamt für Denkmalpflege unter der Denkmalnummer D-4-78-176-113 geführt.

## Geschichte

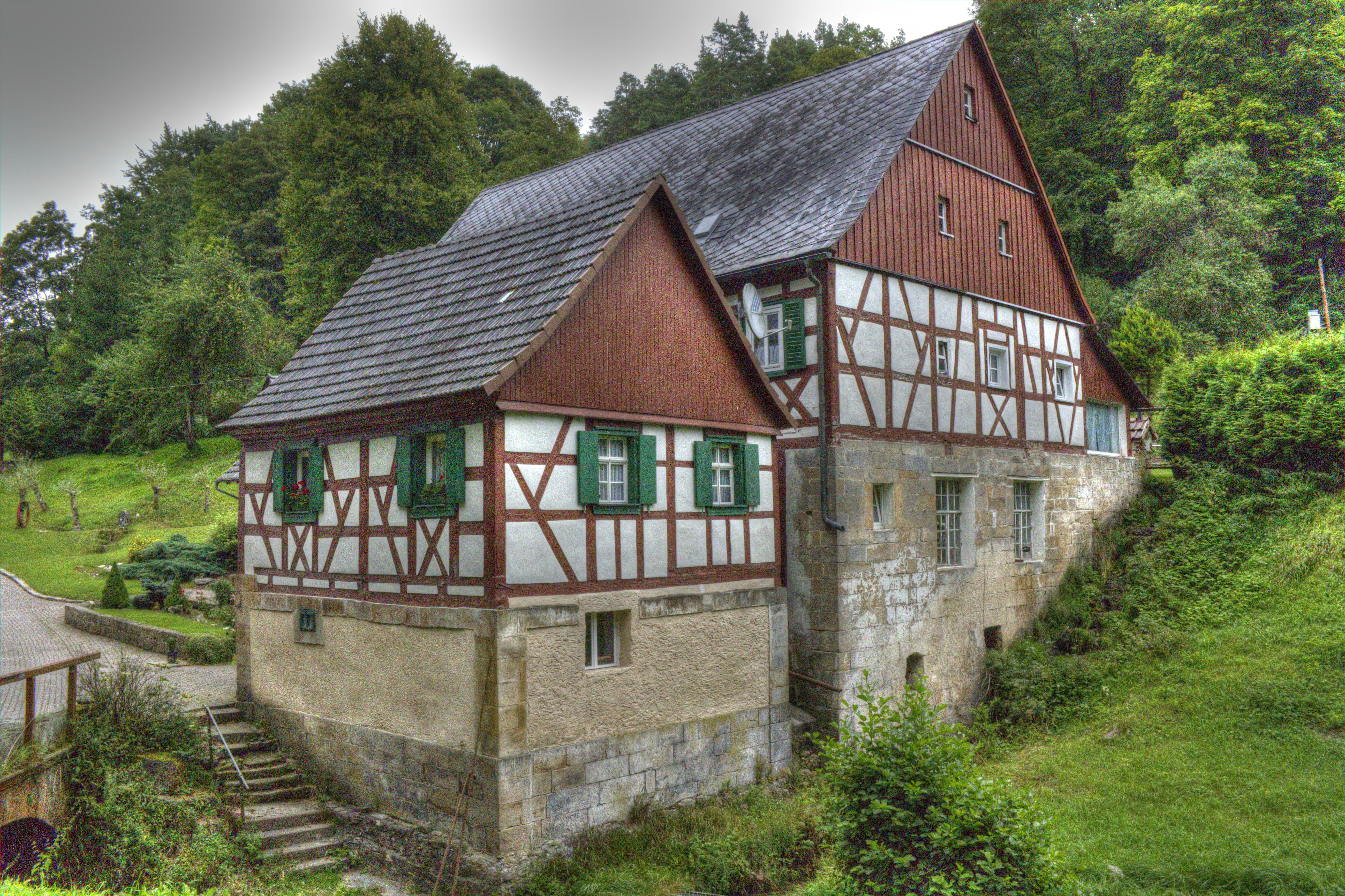
Blick auf die Rückseite der Krassacher Mühle sowie ein Nebengebäude. An beiden befanden sich ehemals Wasserräder.

Die Krassacher Mühle wurde erstmals im Jahr 1286 als „muelswien da ze Krazza“ erwähnt. Weitere Namen sind mit „mul zu Crassach“ aus dem Jahr 1422 und „(Krassach mit der) Schaumbergschen mule“ von 1520 überliefert. Letztere Nennung gibt Auskunft, dass die Mühle spätestens zu Beginn der frühen Neuzeit im Besitz der Familie von Schaumberg war. Aus dem (Spät-)Mittelalter sind hingegen kaum nennenswerte geschichtliche Fakten überliefert.
Im Jahr 1799 wurde vom Neubau der Mühle berichtet. Die beiden Mühlräder waren fortan in zwei Stockwerken versetzt angeordnet und trieben zwei Gänge, einen zum Getreidemahlen und einen für eine Ölpresse an. Ein weiteres Wasserrad diente einem Schneidgang in einem Nebengebäude. Im 19. Jahrhundert bestand das Anwesen aus dem Mühlengebäude, Stallungen, zwei Stadeln, einem Backofen, dem Hofraum und einem Bienenhaus.
Anfang des 20. Jahrhunderts wurde das Nebengebäude mit der Schneidmühle abgerissen und 1925 die Mühle mit einer Durchströmturbine als Elektrizitätswerk umgebaut. Dabei verschwanden auch die Mühlräder. Heute ist die Mühle ein privates Wohnhaus.

## Architektur
Das Mühlengebäude besteht aus dem massiven Erdgeschoss aus Sandsteinquadern und dem Fachwerkgeschoss darüber, das mit Andreaskreuzen ausgesteift ist. Die Steine in den Grundmauern des Hauptgebäudes und der Nebengebäude stammen aus der 1747 abgerissenen Burg Niesten. Ein zweigeschossiges Satteldach schließt die Mühle oben ab. Am Rande des Mühlenhofs, der in einer Senke steht, befindet sich eine alte Linde als Hofbaum.